# Sms

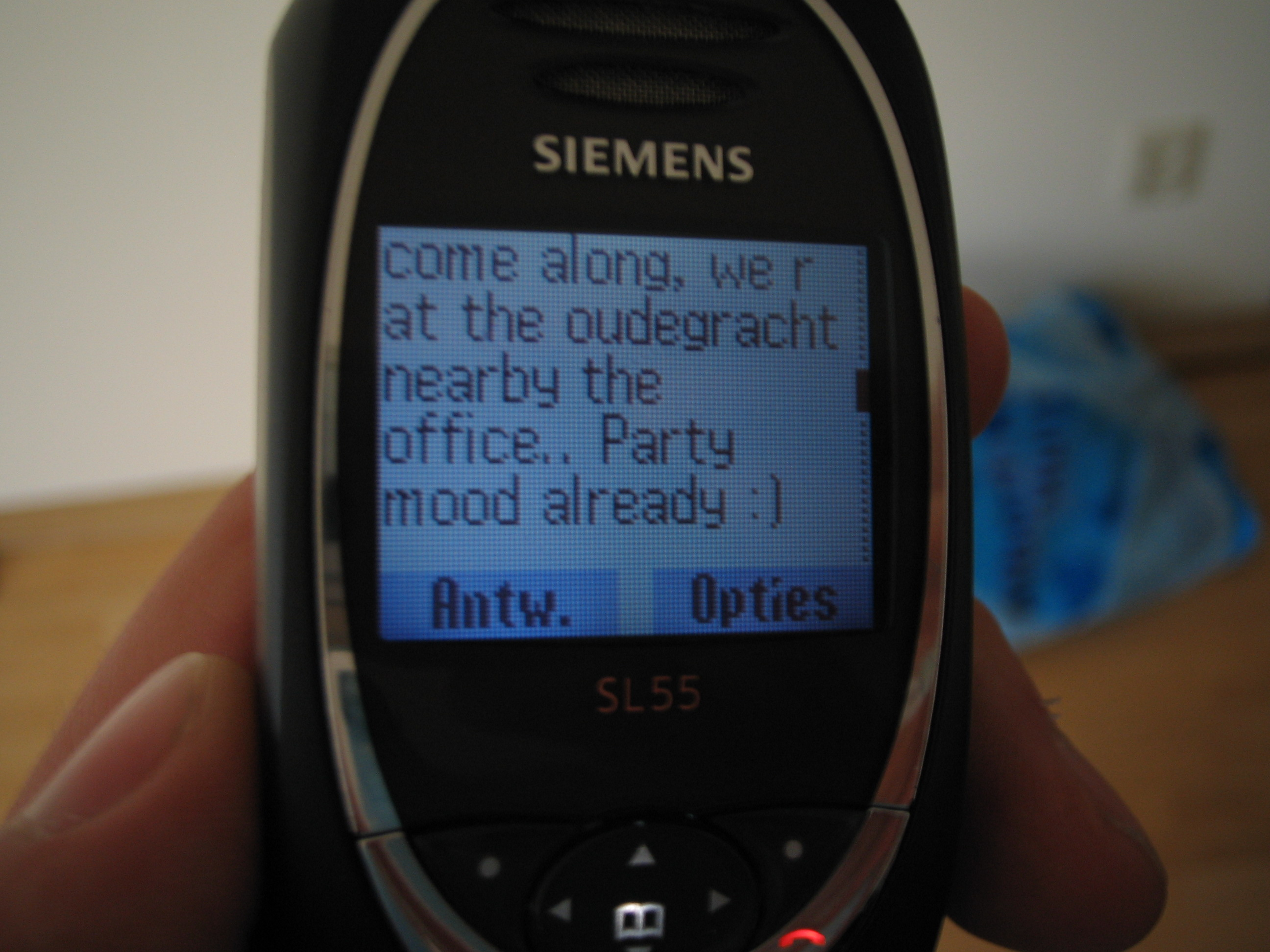
Ett textmeddelande på engelska.

Sms (eller SMS, från engelskans short message service) är en tjänst för korta textmeddelanden, eller själva meddelandena, som sänds mellan mobiltelefoner eller mellan dator och mobiltelefon. Sms kräver inte internet, och kan därför nyttjas även på äldre mobiltelefoner.
Ett textmeddelande via sms kan av tekniska skäl i mobiltelefonsystemen bestå av högst 160 tecken, men längre texter delas upp i flera sms, vilka mottagande telefoner vanligtvis kan sammanfoga till en helhet.

## Historik
Idén att skriva textmeddelanden till andra mobilanvändare uppkom i början av 1980-talet, då avsikten med sms framförallt var att ge användaren information om att denne har ett meddelande i sin röstbrevlåda. I februari 1985 meddelade J. Audestad, WP3, att sms var en tilltänkt tjänst att använda för de nya digitala mobila systemen. Det första textmeddelandet sändes över Vodafones GSM-nätverk i England den 3 december 1992, från Neil Papworth, Sema Group från en persondator till Richard Jarvis, Vodafone på en mobiltelefon. Textmeddelandet innehöll texten ”Merry Christmas”, 
Utvecklingen gick till en början sakta; år 1995 sände användare i genomsnitt 0,4 meddelanden per månad. En av faktorerna till detta var att operatörerna inte hade satt upp ett säkert sätt att betala sms med, vilket framförallt rörde dem som betalade i förväg. Efterhand försvann problemet med detta och användandet började öka. Sms var utformat som en del av GSM, men är idag tillgängligt för en mängd nätverk, inklusive 3G- och 4G-nätverk.
Användandet av sms ökar ständigt världen över: år 2000 sändes 17 miljarder sms; år 2001 sändes 250 miljarder; år 2004 sändes 500 miljarder och år 2010 sändes 6100 miljarder. Konkurrerande meddelandetjänster i smarttelefoner har dock gjort att ökningstakten har avtagit. I Sverige har användandet av sms sjunkit kraftigt. Toppåret 2011 sändes 18,5 miljarder sms från svenska mobiltelefoner, år 2019 hade antalet sjunkit till 8,0 miljarder sms.
SMS håller på att ersättas av RCS eftersom SMS inte svarar upp mot de krav som ställs på ett sådant system i början av 2020-talet. Till exempel saknas funktionen om ett SMS har gått fram eller ej.
Sveriges första SMS skickades 1993 från telekommunikationsföretaget Europolitan i Karlskrona. Texten i SMS:et lär ha varit "ABC123". 

## Tekniska detaljer
Det finns ingen som har äganderätten till sms, liksom till de flesta andra tjänster och funktioner som finns i mobilstandarden GSM. Det finns olika rekommendationer för GSM, till exempel 03.38, 03.41 och 03.40. GSM rekommendation 03.38 anger hur text med olika alfabet och specialtecken kodas för att sändas med sms. Rekommendation 03.41 beskriver tjänsten Cell Broadcast, som t.ex. kan användas för att visa namnet på den basstation som man för tillfället är kopplad till.
SMS-PP, ”Short Message Service – Point to Point”, är definierad i rekommendation 03.40 beskriver hur korta meddelanden kan skickas från en användare till en annan via ett SMSC, Short Message Service Centre, som tillhandahåller en ”spara-och-vidarebefordra”-mekanism. Detta försöker sedan skicka ut meddelandena till mottagarna. Om mottagaren inte är nåbar, så köar SMSC meddelandet och försöker sända om det senare igen. Vissa SMSC har även den alternativa funktionen ”vidarebefordra-och-glöm bort” där meddelandet bara skickas iväg en gång. 
Funktionen att leverera meddelande är ”best effort”, vilket betyder att det inte finns några garantier för att meddelandet faktiskt kommer fram till mottagaren. Förseningar och förlorade meddelanden är inte ovanliga fenomen. Användaren kan begära att få en meddelandeindikation när meddelandet kommit fram till mottagaren.

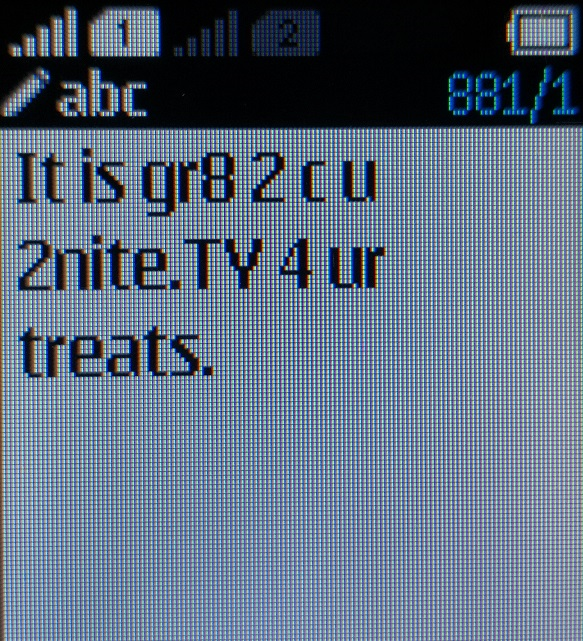
Ett textmeddelande på engelska med flera chattförkortningar. I klartext betyder det: "It is great to see you tonight. Thank you for your treats."

Ett textmeddelande kan maximalt vara 140 byte långt, vilket är 140 byte × 8 bitar = 1 120 bitar. Eftersom alla vanliga tecken förbrukar 7 bitar, så räcker längden till 160 tecken såvida man inte använder specialtecken som smileys eller exotiska bokstäver. Standarden tillåter teoretiskt att en lång text kan fördelas på ända upp till 255 länkade sms, vilket skulle ge utrymme för cirka 40 000 tecken. I praktiken brukar gränsen gå vid sex till tio sms. Ett långt textmeddelande debiteras som det antal länkade sms som krävs. För att begränsa längden på textmeddelandet och skrivtiden kan man använda sig av chattförkortningar.
Sms kan också användas till att sända binära innehåll, exempelvis ringsignaler eller telefoninställningar som tas emot av telefonen utan att visas upp som text.

### Flash-sms
Ett flash-sms är en typ av sms som direkt när det kommer till telefonen syns på skärmen utan att användaren behöver trycka på något. Flash-sms sparas inte i inkorgen på telefonen.

### Säkerhet
Angripare kan använda så kallade sms-sniffare, program och hårdvara för att avlyssna och analysera trafik i telenäten.

## Olika användningar
En sms-tävling är en tävling där deltagandet sker genom att besvara en fråga eller ett annat prestationsmoment via ett sms (vanligen betal-sms). Tävlingar i detta syfte arrangeras ofta av TV-bolag, produktionsbolag eller andra medieföretag. 
Även så kallade alternativa verklighetsspel kan bygga på användningen av sms.
En undersökning genomförd av Internetstiftelsen visade 2021 att 76 procent av de svenska internetanvändarna hade använt sig av sms som kommunikation under det senaste året. Sms var det populäraste viset att skicka direktmeddelanden eller chatta på.